# Idro

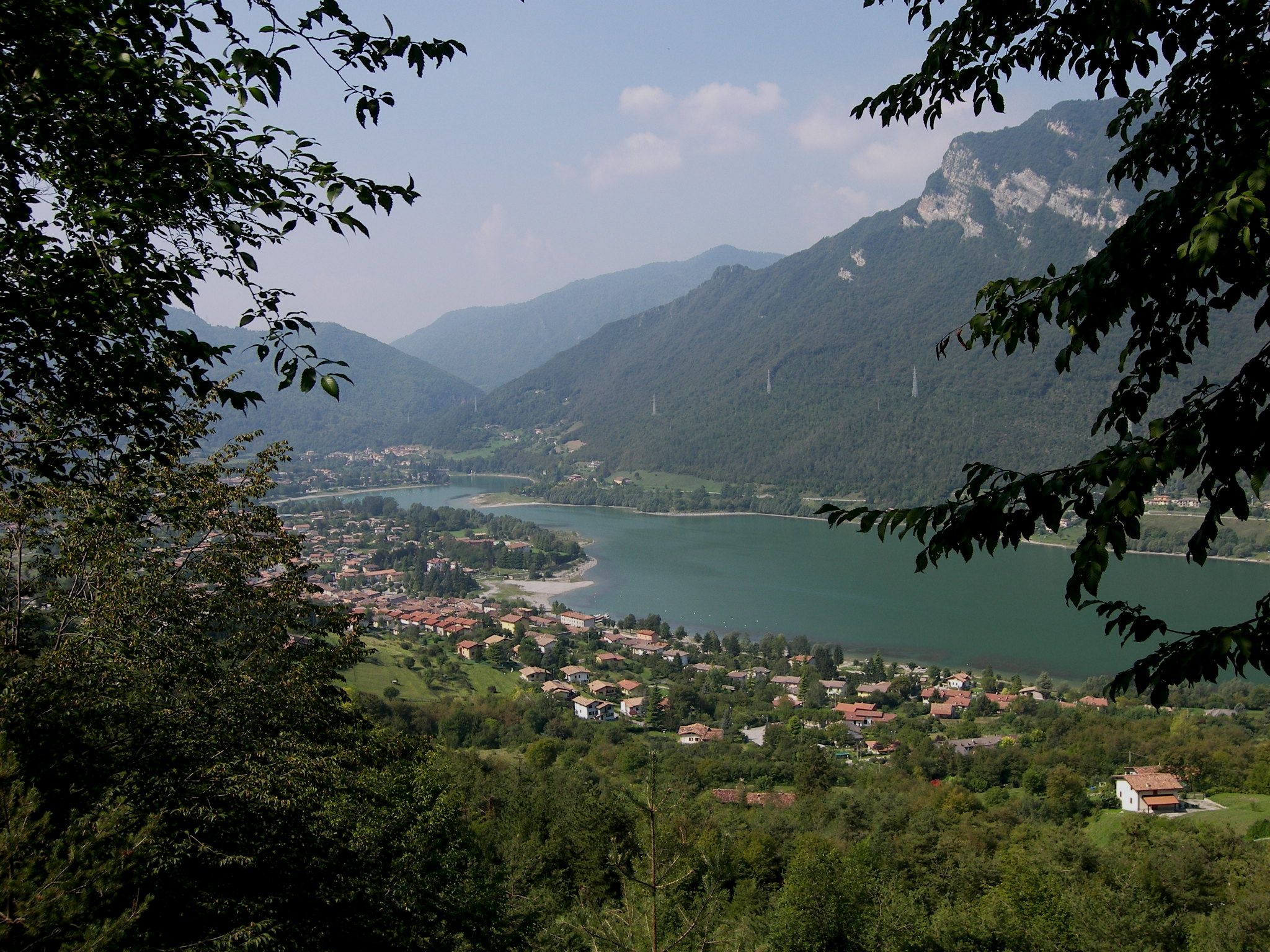
Südspitze des Idrosees mit Crone (Vordergrund), Lemprato (dahinter), Pieve Vecchia (Hintergrund), Tre Capitelli (rechts, zum Teil von Zweigen verdeckt)

Idro (deutsch: Ider) ist eine Gemeinde im Val Sabbia mit 1871 Einwohnern (Stand 31. Dezember 2023) in den oberitalienischen Alpen, westlich des Gardasees. Sie liegt am Idrosee.

## Lage und Daten
Der Ort besteht aus den Ortsteilen Tre Capitelli, Pieve Vecchia, Lemprato, Crone, Vantone, Parole und Vesta. Einen Ortsteil Idro gibt es nicht. Die Nachbargemeinden sind Anfo, Bagolino, Bondone (TN), Capovalle, Lavenone, Treviso Bresciano, Valvestino. Der Ort liegt an der schmalen Südseite des Idrosees und hat etwa 1887 Einwohner (Stand am 28. Februar 2007) bei einer Fläche von 22 km².
Ansiedlungen und Gedenksteine zeugen zum Teil noch aus rätoromanischer Zeit. Einige Burgen, alte Bürgerhäuser und viele Kirchen stammen aus dem Mittelalter. Festungen wie die Rocca d’Anfo (gehört zur Gemeinde Anfo) entstanden in venezianischer Zeit. Es gibt noch keine großen Neubaukomplexe, so dass in der Umgebung und den Dörfern, in den schmalen Gassen, blumengeschmückten Innenhöfen und alten Hoftoren die typisch italienische Atmosphäre erhalten geblieben ist.

## Ortsteile

### Tre Capitelli
Tre Capitelli ist der einzige Ortsteil am Westufer des Sees.

### Pieve Vecchia
Pieve Vecchia (Alte  Pfarrei) ist der "Verkehrsknotenpunkt" des Ortes: Von der Staatsstraße SS237 von Ponte Cáffaro nach Brescia zweigt hier die Provinzialstraße SP58 über Capovalle nach Gargnano am Gardasee ab. 

### Lemprato
Lemprato ist der erste Ortsteil am Ostufer. Hier beginnt die Ostuferstraße, die in Vesta endet. Lemprato beherbergt die Pfarrkirche, eine Schule, einen Kindergarten und das Rathaus.

### Crone
Größter Ortsteil ist Crone am Südostufer. Um 1910 wurde durch Aufschütten des Abraums aus nahen Tunnelbauten (siehe unter Vesta) die Fläche dem See abgenommen, die heute Marktplatz und Park bildet. Crone gilt auch als wirtschaftliches Zentrum von Idro. Hier sind die meisten Geschäfte für den täglichen Bedarf, es gibt mehrere Restaurants und Bars. Im Außenbezirk von Crone befindet sich auch das Rathaus der Gemeinde. Der Ortsteil ist Ausgangspunkt für eine Klettersteigtour auf die Cima Crench.

### Vantone
Vantone zeichnet sich durch mehrere, sehr schön angelegte und in Camperkreisen bekannte Campingplätze aus. Hier stürzt der Bergbach Rio Vantone in den See, auf dessen Schwemmkegel sich Vantone befindet.

### Parole
Parole ist eine Ansiedlung, die fast ausschließlich aus Wochenendhäusern besteht.

### Vesta
Vesta liegt auf dem Schwemmkegel des Rio Vesta. Wie in Paröle befinden sich auch hier nur Ferienhäuser. Vesta ist der letzte Ortsteil, der auf der Ostseite des Sees von Süden aus mit dem Auto zu erreichen ist. Paröle und Vesta waren überhaupt erst mit Fahrzeugen per Land erreichbar, nachdem Tunneldurchstiche in die Felsen, die hier steil in den See ragen, eine Durchfahrt ermöglichten (ca. 1910).

## Bilder

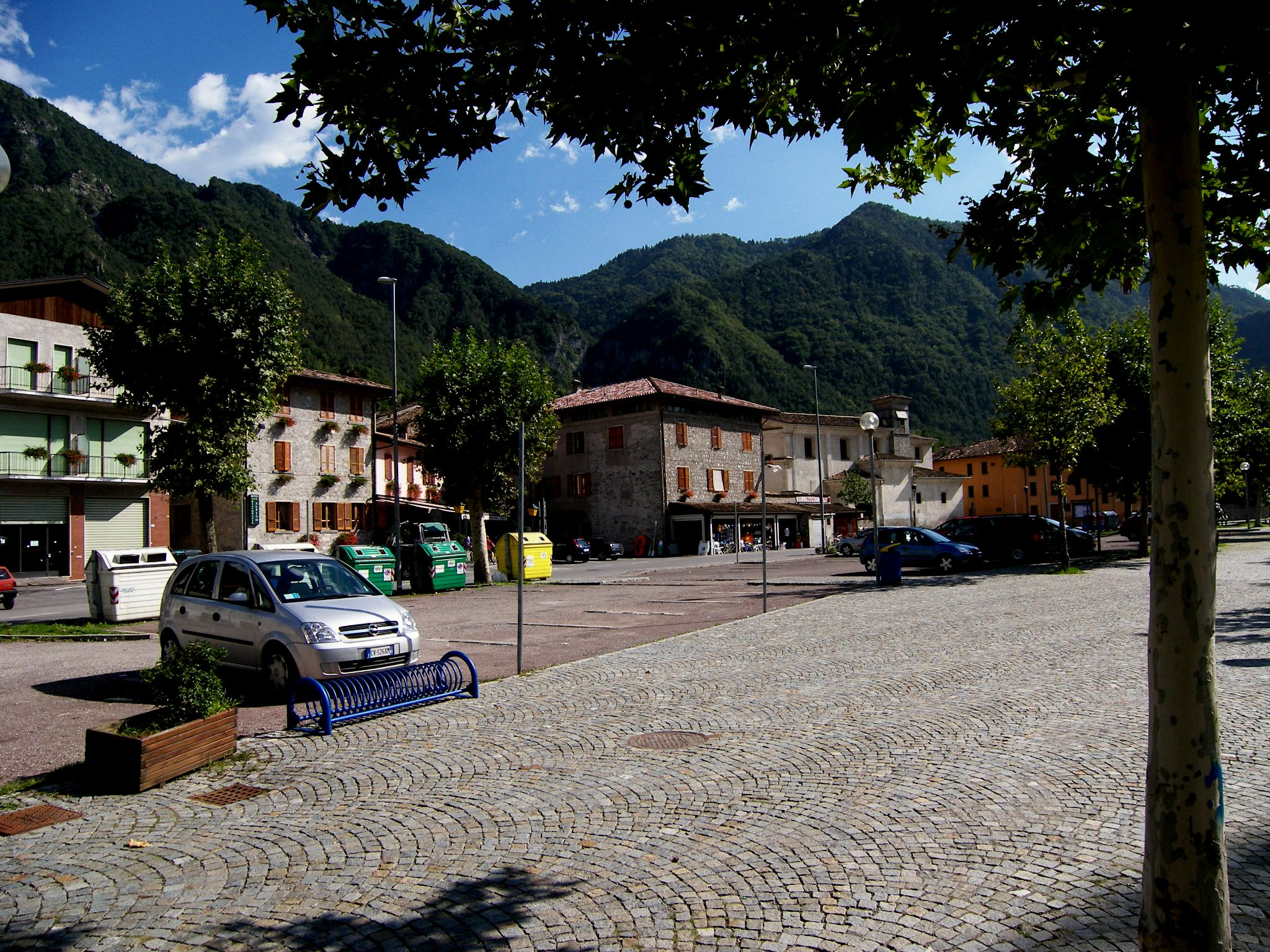
Marktplatz von Crone
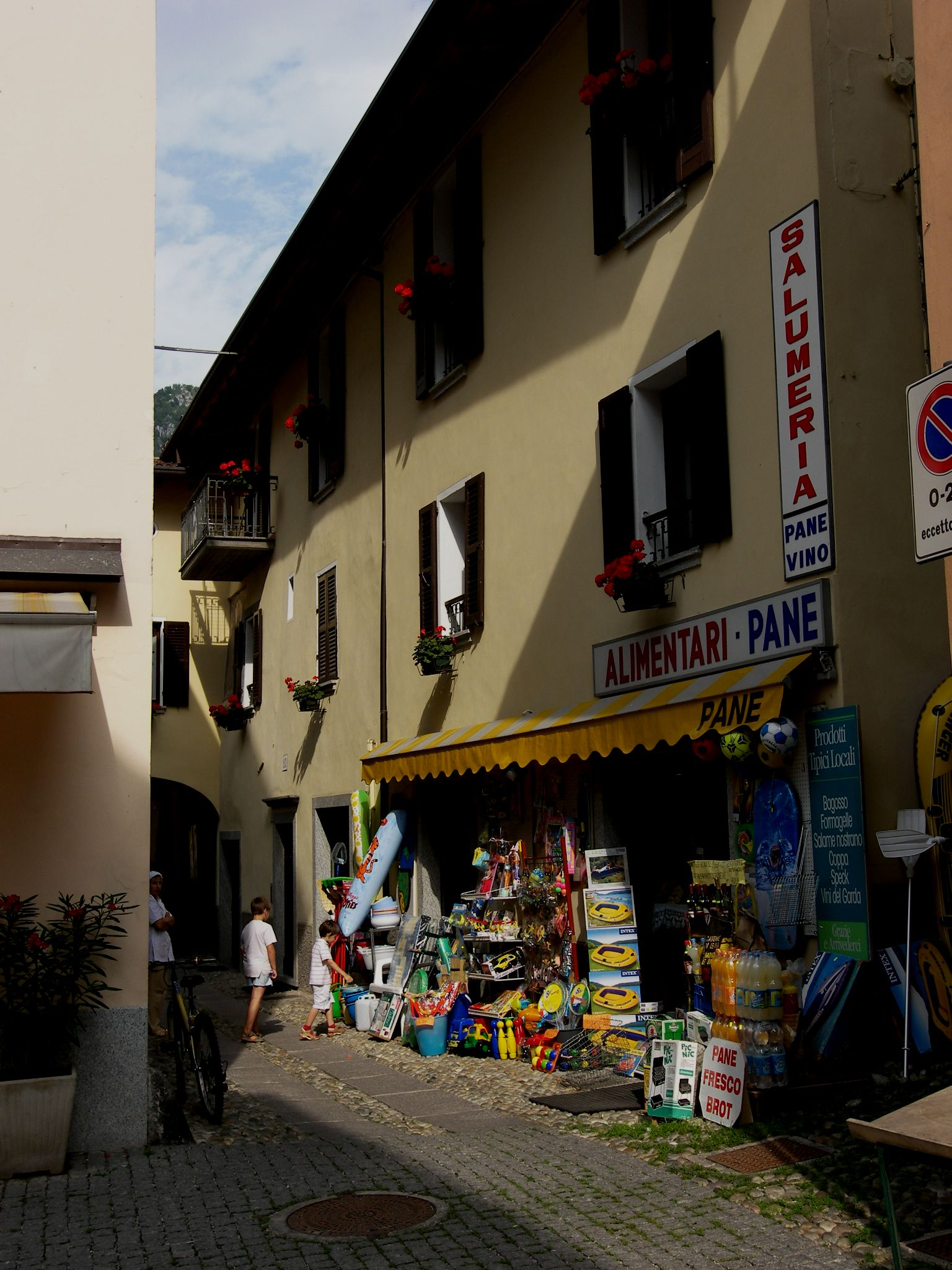
Einkaufsgasse in Crone
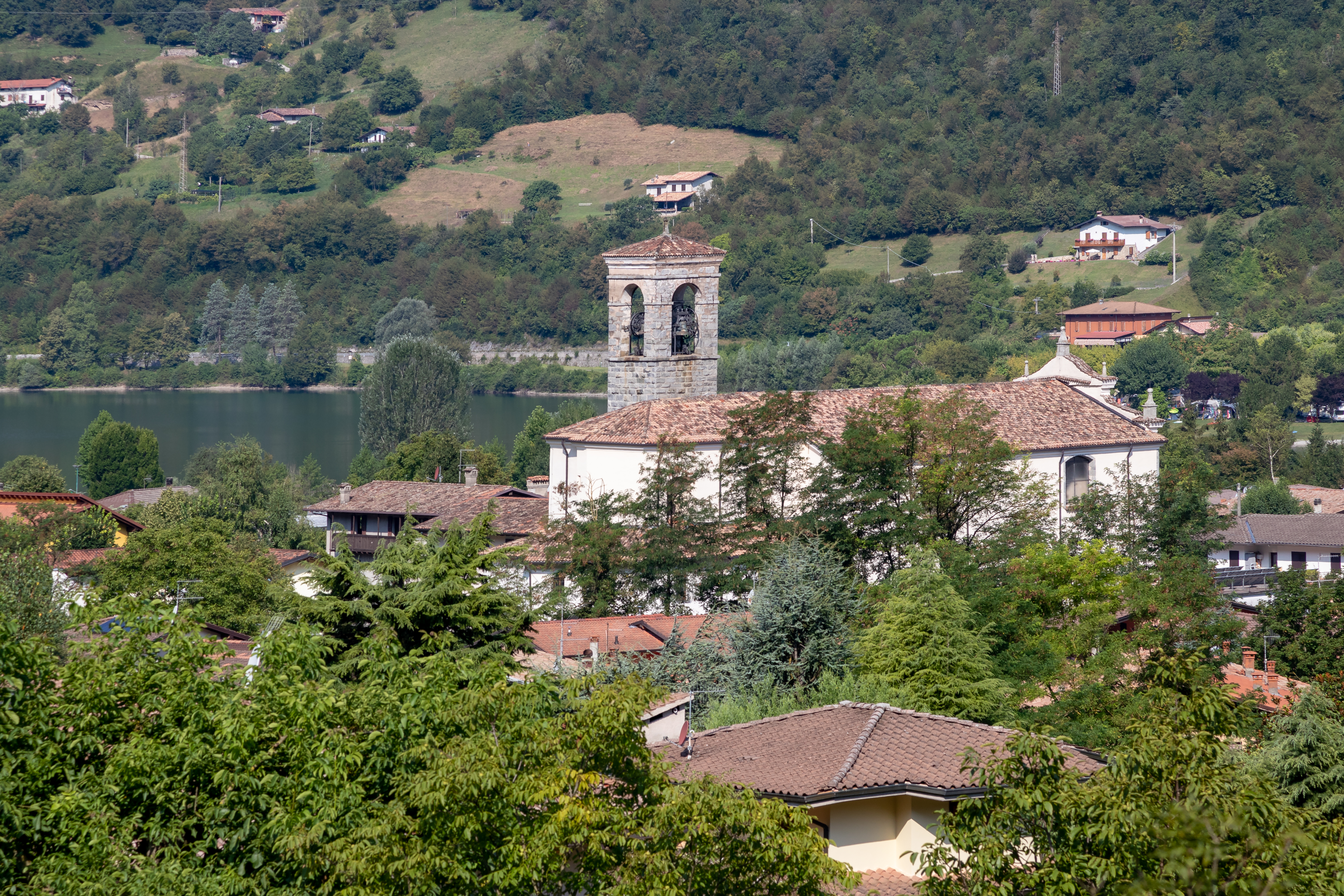
Kirche in Crone
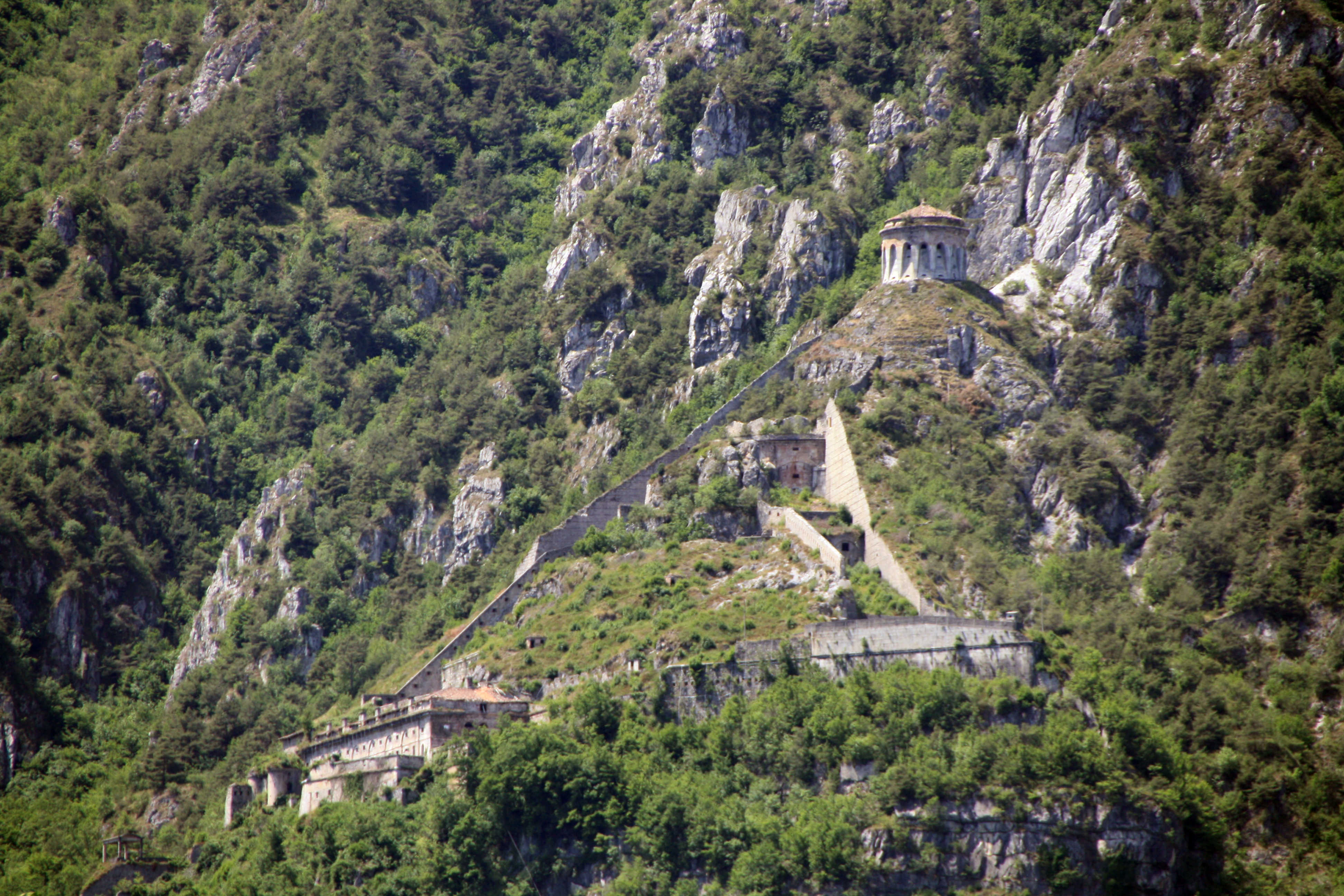
Die Festung Rocca d´Anfo